# Eublemma subcinnamomea
Eublemma subcinnamomea är en fjärilsart som beskrevs av Embrik Strand 1917. Eublemma subcinnamomea ingår i släktet Eublemma och familjen nattflyn. Inga underarter finns listade i Catalogue of Life.